# Sägeblättrige Nagelbeere
Die Sägeblättrige Nagelbeere (Ochna serrulata) ist eine Pflanzenart aus der Gattung der Nagelbeeren (Ochna) in der Familie der Nagelbeergewächse (Ochnaceae). Im Englischen trägt sie auch den Trivialnamen „Mickey Mouse plant“, was mit dem Aussehen der reifen schwarzen Beeren inmitten der roten Kelchblätter erklärt wird. 

## Beschreibung

### Erscheinungsbild und Laubblatt
Die Sägeblättrige Nagelbeere wächst als Strauch oder seltener kleiner Baum und erreicht oft nur Wuchshöhen von 1 bis 2 Meter, seltener bis etwa 6 Meter. Die schlanken Zweige besitzen eine glatte und braune Rinde die mit kleinen, hell-gefärbten, erhabenen Punkten bedeckt ist. Die Laubblätter sind mit einer Länge von 1,3 bis 5 cm schmal elliptisch geformt mit gerundeter Basis und manchmal im oberen Bereich verschmälert mit stumpfen oder spitzen Enden. Der Blattrand ist gezähnt mit aufwärts gerichteten Zähnen. Der Mittelnerv und die Seitennerven sind auf der Blattoberseite auffällig. Während des Austriebes im Frühling sind die Blätter schön rosa-bronzefarben und werden später glänzend grün.

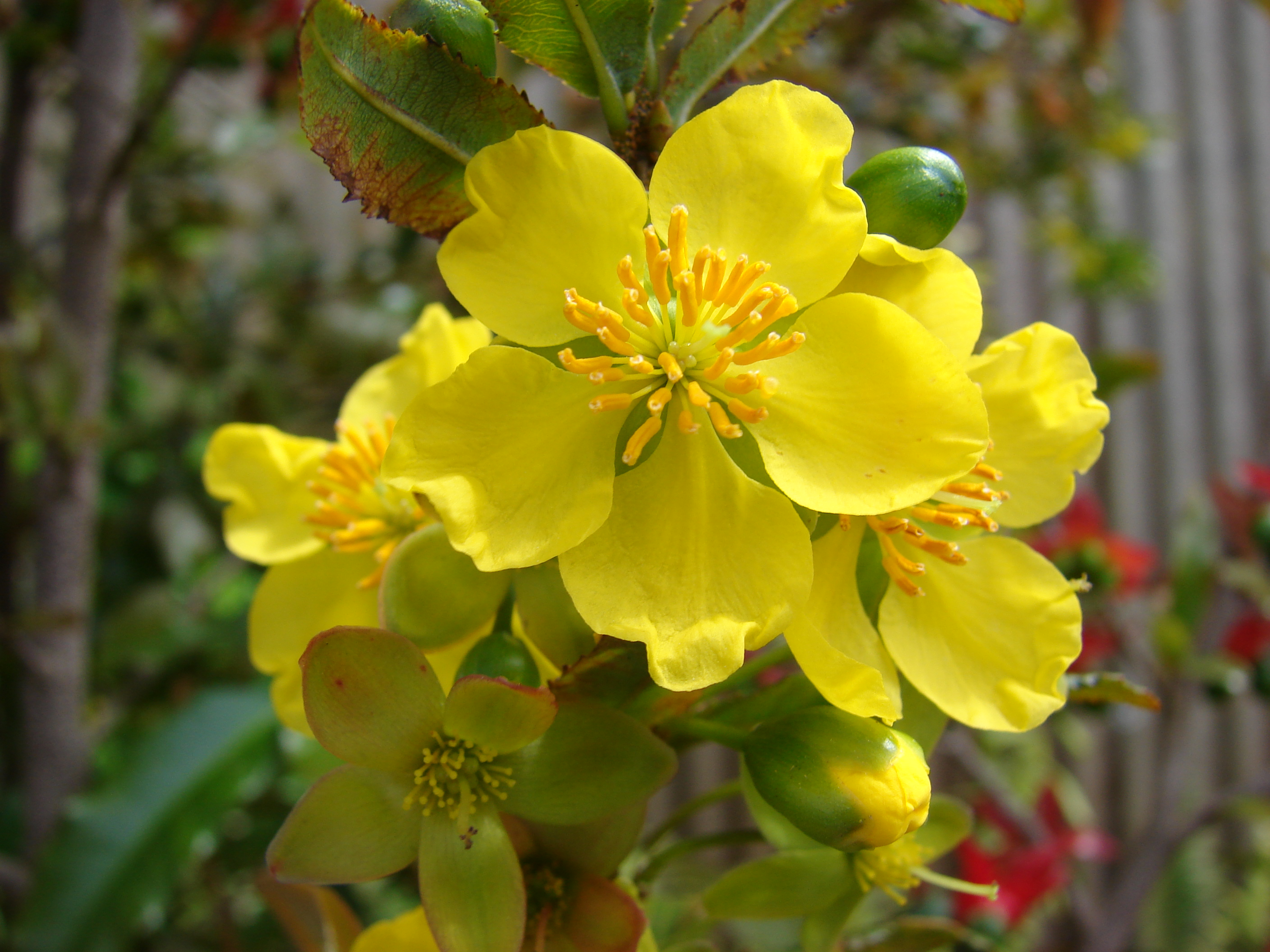
Radiärsymmetrische Blüten mit den vielen Staubblättern.

### Blüte

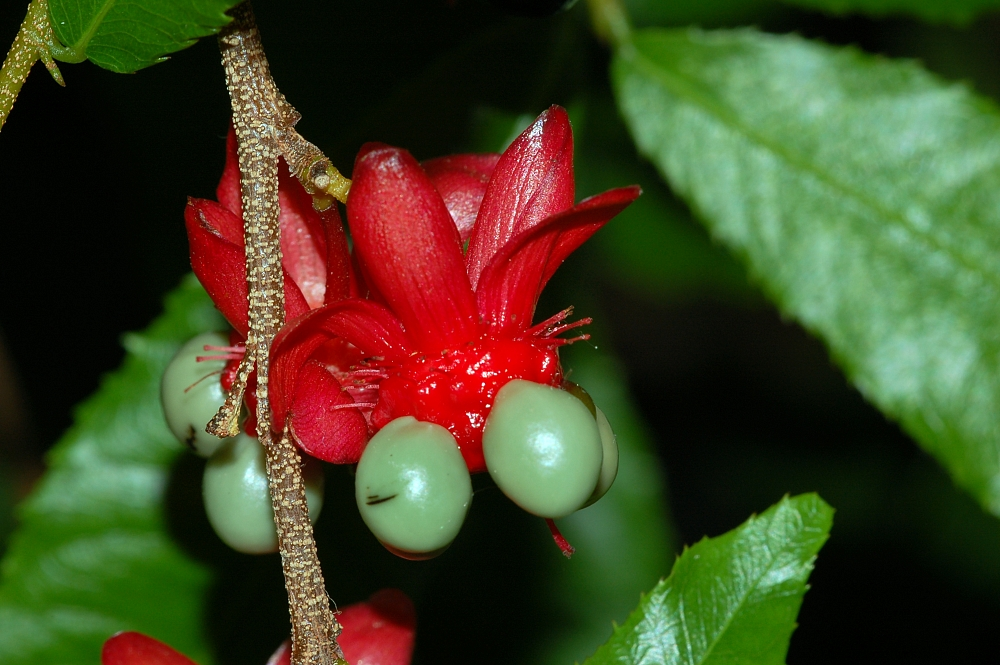
Unreife Früchte mit den auffälligen, roten Kelchblättern.

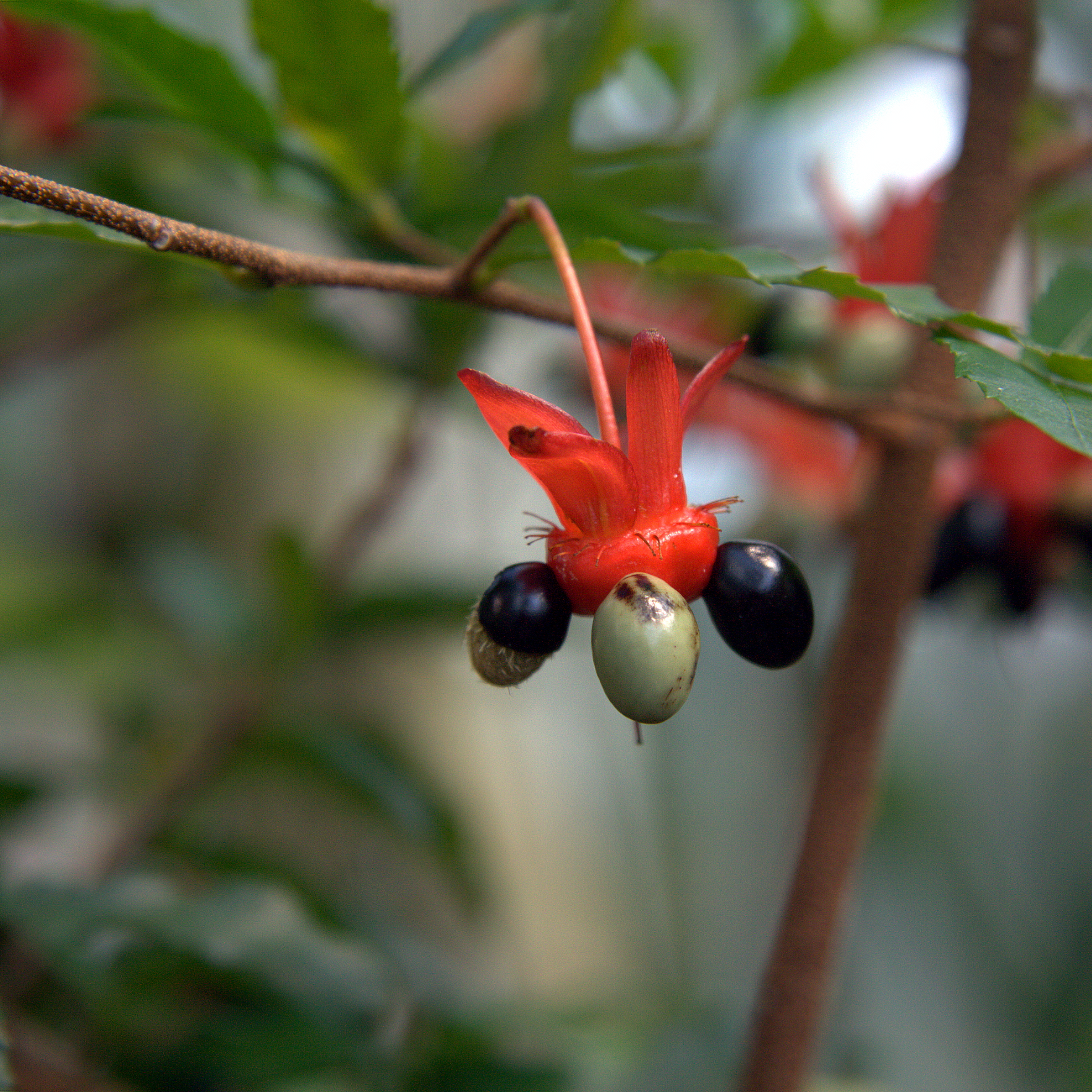
Unreife und reife Früchte mit den auffälligen, roten Kelchblättern.

Die Blütezeit liegt im Frühling, in der Heimat im September bis November, da diese zur Südhalbkugel gehört. Die duftenden, zwittrigen, radiärsymmetrischen Blüten weisen einen Durchmesser von etwa 2 cm auf und besitzen eine doppelte Blütenhülle. Die gelben Kronblätter sind zwar nur kurz haltbar aber in dieser Zeit ein sehr schöner Schmuck. Es sind viele Staubblätter vorhanden. Die Bestäubung erfolgt vor allem von Bienen und Schmetterlingen. 

### Frucht
Meist stehen fünf bis sechs Früchte zusammen. Die mehr oder weniger kugelrunden, beerenartigen Steinfrüchte sind zunächst grün und werden zur Reifezeit im frühen Sommer (November) glänzend schwarz. Bis zur Reifezeit der Früchte vergrößern sich die kräftig leuchtend-roten Kelchblätter. Da die Kelchblätter bis zum Spätsommer (Januar bis Februar) am Strauch bleiben, erscheint der ganze Strauch mehrere Monate lang auffällig rot. Die reifen, schwarzen Früchte werden von Vögeln gefressen.

## Vorkommen
Die Heimat der Sägeblättrige Nagelbeere liegt im subtropischen südlichen Afrika, genauer im östlicheren Südafrika und in Eswatini. Sie gedeiht entlang der subtropischen Ostküste in Höhenlagen zwischen 0 und 1800 Meter vor. Sie bildet oft die Strauchschicht in den Wäldern.
In Ozeanien und Hawaii ist sie ein Neophyt.
Die Sägeblättrige Nagelbeere verträgt leichte Fröste, ist aber in Mitteleuropa nicht winterhart. 